# Pycnophyllum glomeratum
Pycnophyllum glomeratum är en nejlikväxtart som beskrevs av Johannes Mattfeld. Pycnophyllum glomeratum ingår i släktet Pycnophyllum och familjen nejlikväxter. Inga underarter finns listade i Catalogue of Life.